# Temperatura corporea
La temperatura corporea è un parametro vitale per verificare i bisogni del paziente e la temperatura di un organismo vivente.
Le reazioni chimiche che consentono la vita possono avvenire solamente entro un determinato intervallo di temperatura. Gli animali omeotermi utilizzano dei meccanismi endogeni di termoregolazione, che consentono di mantenere una determinata temperatura corporea media, diversa da specie a specie, per il corretto mantenimento delle funzioni vitali.